# Франциск, менестрель Божий
«Франциск, менестрель Божий» (итал. Francesco, giullare di Dio) — кинофильм режиссёра Роберто Росселлини, вышедший на экраны в 1950 году. Лента, повествующая ряд эпизодов из жизни святого Франциска Ассизского, основана на антологии XIV века «Цветочки Франциска Ассизского» и на романе «Жизнь брата Юнипера» (итал. La Vita di Frate Ginepro). Роли Франциска и его последователей исполнили реальные монахи одного из итальянских монастырей. Картина принимала участие в конкурсной программе Венецианского кинофестиваля.

## Сюжет
После получения от Папы Римского разрешения проповедовать Франциск Ассизский вместе с группой последователей, готовых во славу божию терпеть холод, голод и лишения, прибывает в Санта-Марию-дельи-Анджели, где они своими руками строят скромную хижину. Эпизоды, вошедшие в фильм, иллюстрируют принципы и идеи, которых придерживался святой. Помимо Франциска, из монахов выделяется брат Юнипер, с которым связаны значительные куски повествования, в частности история о том, как он умиротворил тирана Николайо. Лента завершается тем, что монахи покидают Ассизи и расходятся по свету, чтобы нести людям мир.

## В ролях
- Назарио Джерарди — Франциск Ассизский
- Северино Писакане — брат Юнипер
- Арабелла Леметр — Клара Ассизская
- Пепаруоло — брат Джованни
- Альдо Фабрици — тиран Николайо
- Джанфранко Беллини — рассказчик